# Muntènia

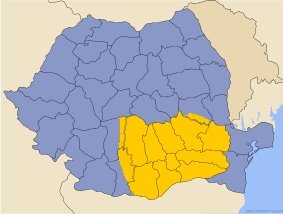
Mapa de Romania amb Muntènia assenyalada

Muntènia o Gran Valàquia és una regió històrica de Romania, considerada com a Valàquia pròpiament dita (Muntenia, Ţara Românească, o bé Valahia són sinònims en romanès). Està situada entre el Danubi (sud i est), els Carpats (els Alps de Transsilvània) i Moldàvia (al nord), i el riu Olt a l'oest. Aquest riu fa de frontera entre Muntènia i Oltènia, o Petita Valàquia. Part de la frontera tradicional entre Valàquia/Muntènia i Moldàvia està formada pel riu Milcov.

## Geografia
Muntènia inclou 10 comtats:
| - Argeş - Brăila - Buzău - Călăraşi - Dâmboviţa | - Giurgiu - Ialomiţa - Ilfov - Prahova - Teleorman |

La capital de Romania, Bucarest, es troba a Muntènia. Altres ciutats importants són: 
- Brăila
- Buzău
- Piteşti
- Ploieşti
- Târgovişte